# Oliver Tobias
Oliver Tobias est un acteur britannico-suisse né le 6 août 1947 à Zürich.

## Filmographie

### Cinéma
- 1969 : Arthur? Arthur! (en) : Peter Jackson
- 1971 : Le Roman d'un voleur de chevaux : Zanvill Kradnik
- 1971 : Dommage qu'elle soit une putain : Giovanni
- 1974 : Le Tombeau du maharadjah : Général Migara
- 1975 : King Arthur, the Young Warlord : le roi Arthur
- 1978 : Le Bel Étalon : Tony
- 1979 : Le Trésor de la montagne sacrée : Prince Hasan
- 1979 : Le Casse de Berkeley Square : Foxy
- 1983 : La Dépravée : Kit Locksby
- 1985 : Mata Hari : Ladoux
- 1986 : Commando Cobra : Richard Wagner
- 1987 : Johann Strauss, le roi sans couronne : Johann Strauss
- 1988 : The Choice
- 1991 : L'Ultima meta : Cliff Gaylor
- 1991 : Firestar: First Contact : Capitaine Bremner
- 1994 : Nexus 2.431 : Tarn
- 1995 : Vendetta (en) : Da Piemonte
- 1995 : Savage Hearts : l'homme un peu malade
- 1997 : Breeders (en) : Moore
- 1998 : The Brylcreem Boys (en) : Hans Jorg Wolff
- 1999 : La Légende de l'ours : Genet
- 1999 : Darkness Falls (en) : Simpson le dealer
- 1999 : Alec to the Rescue! : Professeur James Richards
- 2003 : Don't Look Back! (en) : Tom Johnson
- 2004 : Method : Teddy
- 2012 : Eldorado (en) : Dick Wheeler
- 2012 : The Tragedy of Macbeth : Porter
- 2016 : La British Compagnie : Canaris
- 2016 : Open My Eyes : Gunter Meinertzhagen
- 2017 : When the Devil Rides Out : Doc Antler
- 2020 : Conjuring: The Book of the Dead : Dr Klien
- 2021 : Warrior : Maximian
- 2021 : I Want to Marry Someone Who Has Never Been Kissed in a Car : un homme

### Télévision
- 1972-1973 : Arthur, roi des Celtes : Arthur (24 épisodes)
- 1975 : Angoisse : Alan Smerdon (1 épisode)
- 1976 : Luke's Kingdom (en) : Luke Firbeck (13 épisodes)
- 1977 : Jésus de Nazareth : Joel (1 épisode)
- 1981 : Dick le rebelle : Noll Bridger (4 épisodes)
- 1981 : Les Contrebandiers : Jack Vincent (13 épisodes)
- 1984 : Histoires singulières : Derek Tucker (1 épisode)
- 1984 : Robin of Sherwood : Bertrand de Nivelle (1 épisode)
- 1986 : Le Retour de Sherlock Holmes : Capitaine Croker (1 épisode)
- 1987 : Adventurer : Jack Vincent (12 épisodes)
- 1988 :  Great Performances : Pasha Selim (1 épisode)
- 1988 : Die Entführung aus dem Serail : Pasha Selim
- 1988 : Boon : Jonathan Hillary (2 épisodes)
- 1992-1993 : Flash, le reporter-photographe : Flash (6 épisodes)
- 1993 : Donauprinzessin : Rick Reimers (12 épisodes)
- 1994 : Euroflics : Traber (1 épisode)
- 1995-2007 : Rosamunde Pilcher : Roger Prentiss et Hugh (2 épisodes)
- 1996 : Brigade volante : Allan Montfort (6 épisodess)
- 1997 : Sharpe (Sharpe (TV series) (en)) : Rebeque (1 épisode)
- 2000 : Klinik unter Palmen (en) : Dr Rudolfo Garcia (3 épisodes)
- 2002 : Holby City : Jim Frost (1 épisode)